# Moles del Roldorar
Les Moles del Roldorar és una muntanya de 796 metres que es troba entre els municipis de Roquetes, a la comarca del Baix Ebre i de Mas de Barberans, a la comarca del Montsià.